# Alienare
Alienare ist eine deutsche Synthiepop- und Future-Pop-Band aus Hamburg und Hannover, die 2014 gegründet wurde.

## Geschichte
Nach der Auflösung seiner Band Sky Turned Dark entschied sich Sänger T. Green musikalisch auf Solopfaden fortzufahren und gründete Alienare. Mit dem Projekt gab es direkt diverse Shows als Support von Bands wie Tyske Ludder, Ost+Front, Lost Area und Welle: Erdball sowie in Österreich. Seit Ende 2016 wird er auf der Bühne von T. Imo als festem Bandmitglied begleitet.
Im September 2016 wurde die Debütsingle Mission Abort veröffentlicht, die 2017 folgende Single Providence stieg direkt in die Top 10 der German Electronic Webcharts ein. Das Album Beyond Love folgte mit anschließenden Touren als Support von Essence of Mind und Eisfabrik, bevor das zweite Album AtelophobiA erschien und die Band mit Stoneman und Blutengel tourte.
2019 stieg das Album Neverland auf Platz 93 der deutschen Albumcharts ein. Nach Veröffentlichung des Albums folgt eine Headlinertour mit Konzerten in Deutschland, der Schweiz und Belgien. Ihre Konzerte in Hamburg und Oberhausen waren dabei ausverkauft. Im Jahr 2021 folgte die EP Perception und 2022 ein Auftritt beim Amphi Festival sowie weitere ausverkaufte Konzerte.
Nachdem neben dem Titelsong zwei weitere Singles 2022 erschienen waren und die Band im Herbst als Special Guest von Welle:Erdball tourte, folgte zu Beginn des Jahres 2023 mit Emerald das vierte Studioalbum der Band. Anschließend ging die Band erneut auf eine ausgedehnte Tour sowohl als Headliner mit ausverkauften Konzerten, als auch erneut als Special Guest einiger bekannter Szeneacts wie Mono Inc. und Aesthetic Perfection.
Im Jahr 2024 feierte die Band ihr zehnjähriges Jubiläum unter anderem mit einem großen Konzert in Erfurt. Im August folgte das fünfte Studioalbum Lumen, mit dem die Band erneut die deutschen Albumcharts erreichte und die bis dato größte Tour der Band. 

## Stil
Der Musikstil von Alienare wird dem Synthiepop zugerechnet. Dabei werden die elektronischen Klänge um Future-Pop-Elemente erweitert und mit verspielten, ruhigeren Melodien und tranceartigen, wuchtigen Beats mit Clubhit-Potenzial vermengt.

## Diskografie

### Alben
- 2017: Beyond Love
- 2018: AtelophobiA
- 2019: Neverland
- 2023: Emerald
- 2024: Lumen

### EPs
- 2021: Perception